# Święta Rodzina z aniołami
Święta Rodzina z aniołami – obraz olejny autorstwa Rembrandta, sygnowany: "REMBRANDT F. 1645"
W latach 1632–1646 Rembrandt wykonywał zlecenie holenderskiego marszanda Frederika Hendrika, na siedem dzieł z życia małego Jezusa. Po 1642 roku, po urodzinach syna Tytusa (w 1641 roku) i śmierci żony Saskii (w 1642), jego dzieła nabierały szczególne znaczenie. Według historyka sztuki Stefano Zuffi, obrazy wyrażały radość malarza z możności obserwowania pierwszych lat jedynego pozostałego przy życiu dziecka - Tytusa. Temat Świętej Rodziny podejmował trzykrotnie na przestrzeni lat 1645-1646. 
Na obrazie z Ermitażu, Rembrandt ukazał na pierwszym planie Marię czytającą Biblię. Kobieta przerwała lekturę by pochylić się nad kołyską, gdzie śpi malenki Jezus. Być może postanowiła zasłonić twarz dziecka przed zbyt silnym światłem. Blask padający na dziecko o nieznanym źródle, sygnalizuje jego wyjątkowość. Podobny blask pada na twarz matki ukazując jej zatroskaną minę oraz na Biblię. Powyżej, po lewej stronie, ukazane zostały anioły roztaczające opiekę nad śpiącym dzieckiem. Obecność niebiańskich posłańców pozwala widzowi rozpoznać w przedstawionych postaciach świętą Rodzinę. Kobietę oraz kołyskę, malarz przedstawił zgodnie z modą panującą w XVII wiecznej Holandii, przez co scenę można by było identyfikować z każdą rodziną z tamtej epoki. 
W tle widać pracującego Józefa, wśród narzędzi stolarskich pracującego nad jarzmem, które później stało się jego atrybutem. Symboliczny wyraz ma również jeden z aniołów, który rozpościera ramiona na boki nawiązując do krzyża i przyszłej męki pańskiej.